# Казальбельтраме
Казальбельтраме (італ. Casalbeltrame, п'єм. Casalbeltram) — муніципалітет в Італії, у регіоні П'ємонт,  провінція Новара.
Казальбельтраме розташоване на відстані близько 510 км на північний захід від Рима, 75 км на північний схід від Турина, 12 км на захід від Новари.
Населення — 979 осіб (2014).
Щорічний фестиваль відбувається 31 серпня. Покровитель — San Novello.

## Демографія
Населення за роками:

Станом на 1 січня 2023 року в муніципалітеті офіційно проживали 92 іноземці з 21 країни, серед них 9 громадян країн Євросоюзу.

## Сусідні муніципалітети
- Б'яндрате
- Казаліно
- Казальволоне
- Сан-Наццаро-Сезія